# Guo Qiu
Pour les articles homonymes, voir Guo.
Guo Qiu née le 25 novembre 1995, est une joueuse de hockey sur gazon chinoise.

## Carrière
Elle a fait partie de l'équipe nationale pour concourir à la Coupe du monde 2018 à Londres.

## Palmarès
- : 2e au Champions Trophy d'Asie en 2016.